# ナンディ・オフォボル
ナンディ・オフォボル（1999年11月7日 - ）は、ナイジェリアのサッカー選手。ポジションはMF。レンジャーズFC所属。

## 経歴
2017年7月にAFCボーンマスと契約を結んだ。2018年12月には2021年までの契約を結んだ。
2019年9月2日にウィコム・ワンダラーズFCに期限付き移籍した。
2020-21シーズンはボーンマスに復帰し、コヴェントリー・シティFC戦でリーグデビューを果たした。しかし、出場機会は乏しく、2月にレンジャーズFCと来シーズンから所属する契約を結んだほか、ウィコム・ワンダラーズFCにシーズン終了まで期限付き移籍した。
2021年2月、レンジャーズFCに4年契約で移籍した。